# Simona Suriano
Simona Suriano (Catania, 1º luglio 1978) è una politica italiana.

## Biografia
Nata il 1º luglio 1978 a Catania, si è laureata in giurisprudenza presso l'Università di Catania; è stata dipendente del gruppo parlamentare del Movimento 5 Stelle all'Assemblea Regionale Siciliana.

## Attività politica
Esponente del Movimento 5 Stelle fin dalla fondazione, si candida alle Elezioni europee del 2014 nella Circoscrizione Italia insulare e ottiene 51.442 preferenze senza però essere eletta.
Alle elezioni politiche del 2018 viene eletta alla Camera dei Deputati nel collegio uninominale di Misterbianco.
Avendo deciso di non partecipare al voto di fiducia per il Governo Draghi, il 2 marzo 2021 è stata espulsa dal gruppo parlamentare.
L’8 febbraio 2022 aderisce alla nuova componente nel gruppo misto alla Camera "ManifestA" sotto le insegne di Potere al Popolo e Partito della Rifondazione Comunista-Sinistra Europea.
Si ricandida per la Camera alle elezioni politiche del 2022 nella lista Unione Popolare senza essere eletta a causa del mancato raggiungimento della soglia di sbarramento.